# Óbudavár
Óbudavár je obec v Maďarsku v župě Veszprém, spadající pod okres Balatonfüred. Nachází se asi 25 km jihozápadně od Veszprému. V roce 2015 zde žilo 56 obyvatel. Dle údajů z roku 2011 tvoří 95,9 % obyvatelstva Maďaři a 24,5 % Němci, přičemž 4,1 % obyvatel se ke své národnosti nevyjádřilo.

## Sousední obce
| Růžice kompasu |               | Nagyvázsony |           | Růžice kompasu |
| Růžice kompasu | Szentjakabfa  | Sever       | Mencshely | Růžice kompasu |
| Růžice kompasu | Szentjakabfa  | Óbudavár    | Mencshely | Růžice kompasu |
| Růžice kompasu | Szentjakabfa  | Jih         | Mencshely | Růžice kompasu |
| Růžice kompasu | Balatoncsicsó |             |           | Růžice kompasu |